# 華敦復
華敦復（1568年—1631年），字陽初，别號雍明，直隸常州府無錫縣人，軍籍。

## 生平
萬曆三十四年（1606年）丙午科應天府乡试第一百七名举人，万历三十五年（1607年）丁未科进士，吏部观政，四十年授户部主事，榷河西税务，四十三年督昌平仓，管理军饷。万历四十四年升郎中，出为严州府知府，升浙江按察副使，分巡温、处，擒海盗之剧者，以功被旌，加参政銜。天启初，参预镇压四川永宁宣抚使奢崇明之叛，有功。天启五年十一月，改補湖廣按察使華敦復為山東按察使分巡東昌道。累官四川右布政使，转左布政使。时有人议加蜀粮六十万，敦复力争止之。

## 家族
曾祖華顼。祖父華治隆，贡士、贈文林郎。父華汝梅，文林郎知县。母强氏，封孺人。慈侍下。兄敦行。弟敦臨。。